# Коземетс, Мярт
Мярт Коземетс (эст. Märt Kosemets; 25 января 1981, Таллин) — эстонский футболист, защитник и опорный полузащитник. Выступал за национальную сборную Эстонии.

## Биография

### Клубная карьера
Большую часть карьеры провёл в командах, входивших в систему таллинской «Флоры». Начинал карьеру в низших лигах в составе «ФК Лелле» и «Валги». 14 апреля 1999 года дебютировал в высшем дивизионе Эстонии в составе «Лелле СК» в матче против «Левадии», а 4 июля 1999 года в матче против «Лантаны» забил свой первый гол.
В 2000—2001 и 2004—2005 годах играл за основной состав «Флоры». Дебютный матч за клуб в чемпионате сыграл 30 июля 2000 года против «Лоотуса». Всего за команду в чемпионате Эстонии провёл 40 матчей и забил один гол. Чемпион Эстонии 2001 года, серебряный (2000) и бронзовый (2004) призёр, финалист Кубка Эстонии 2001 года. Также в этот период продолжал играть за фарм-клубы «Флоры» — «Тервис», «Валгу», «Тулевик» и «Элву». В составе «Валги» (2003) и «Тулевика» (2004, 2006—2007) выступал в высшей лиге.
Всего в высшей лиге Эстонии провёл 149 матчей и забил 7 голов.
В 2007 году завершил профессиональную карьеру, затем играл на любительском уровне за таллинский «Коткад». Некоторое время работал во «Флоре» ассистентом спортивного директора, также входил в тренерский штаб клуба «Коткад».
Помимо большого футбола, в 2008—2014 годах играл в высшем и первом дивизионах чемпионата Эстонии по мини-футболу за таллинские «Бетоон» и «Аугур».

### Карьера в сборной
Выступал за молодёжную сборную Эстонии.
В национальной сборной Эстонии дебютировал 15 ноября 2000 года в товарищеском матче против Кыргызстана. В 2000—2001 годах принял участие в пяти матчах, затем после трёхлетнего перерыва 2 декабря 2004 года провёл свой последний матч против сборной Венгрии.
Всего сыграл 6 матчей за сборную Эстонии, голов не забивал.
Окончил магистратуру Таллинского университета по специальности «здравоохранение» (2007).